# Peace Pilgrim
Mildred Lisette Norman (Egg Harbor City, 18 juli 1908 - Knox, 7 juli 1981), beter bekend als Peace Pilgrim, was een Amerikaans vredesactiviste.
Ze liep 28 jaar door de Verenigde Staten en legde hierbij meer dan 40.000 kilometer af om haar ideeën over vrede te verkondigen. Ze noemde zichzelf hierbij Peace Pilgrim en gebruikte niet langer haar eigen naam. Bij haar reizen nam ze niet meer mee dan de kleren die ze aanhad, een kam, een balpen en een tandenborstel. Ze sliep waar haar onderdak geboden werd en at waar ze te eten kreeg. Ze vroeg om niets, maar "vertrouwde op de goedheid van mensen". Ze "voelde zich veilig in de liefde van God".
Ze geloofde dat er wereldvrede zou ontstaan wanneer genoeg mensen innerlijke vrede zouden vinden. 
Over haar leven zijn twee boeken verschenen: Stappen naar innerlijke vrede en Peace Pilgrim.